# Crytea leucotrochus
Crytea leucotrochus är en stekelart som först beskrevs av Joseph Kriechbaumer 1894.  Crytea leucotrochus ingår i släktet Crytea och familjen brokparasitsteklar. Utöver nominatformen finns också underarten C. l. brevilineata.